# Шостак, Ганна Феодосиевна
Га́нна Феодо́сиевна Соба́чко-Шоста́к (15 декабря 1893 года, село Веселиновка, Киевская область — 3 декабря 1965 года, посёлок Черкизово Московской области) — украинский мастер декоративной живописи.

## Биография
Ганна Собачко родилась 15 декабря 1893 года в селе Скопцы (ныне село Веселиновка) под Киевом в семье бедных крестьян. Ходила в школу только два года, затем пришлось работать на полях у зажиточных крестьян. Ганна с самого детства сроднилась с цветами, она очень их любила, чувствовала, и даже не рвала их. Детское увлечение роспись по ткани превратилось в профессию. В 1910 году одна поклонница народного творчества А. В. Семиградова заметила талант молодой девушки, и выделила ей комнату под мастерскую, а затем познакомила с художницей Евгенией Прибыльской. Под её влиянием и помощью Александры Экстер в 1910 году перешла от традиционной народной росписи к декоративной графике, работала в технике акварели и гуаши. Её динамические композиции, асимметричные по форме, с произвольным, полным фантазии рисунком растительно-цветочных мотивов птиц, с буйным колоритом. В своих композициях она сумела передать радость и печаль души, красоту природы, любовь к Родине и людям. В 1930-е годы по её рисункам вышивали ковры и декоративные панно. Работая в Киевской артели, в 1931 году став победителем республиканского конкурса украинской народной декоративной живописи, оформляет украинский павильон в Москве на Всероссийской сельскохозяйственной выставке (ныне ВВЦ) За это ей присуждают звание мастера народного творчества и принимают в Союз художников СССР. С 1932 года жила в посёлке Черкизово Московской области, где работала на фабрике «Экспортнабивткань».
3 декабря 1965 года Ганна Шостак умерла. Прощаться с ней, «украинкой Ганной-рисовальщицей», как её здесь называли, пришёл весь поселок. Путь от дома до кладбища был засыпан калиной. Гроб несли на вышитых художницей рушниках. Художница была похоронена на Черкизовском кладбище. Произведения Ганны Шостак хранятся в музеях Киева, Одесском художественном музее, репродуцируются на открытках и в альбомах.

### Семья
Муж — Владимир Шостак, дети — Антон, Иван (1925—2001) и Афанасий (1927—1980).

## Выставки
В 1913 году, ковры сделанные по рисунку Ганны, были удостоены серебряной медали в Петербурге и золотой медали в Киеве. Её работы экспонировались также на выставках в Берлине (1914, 1922), Москве (1915, 1927), Дрездене (1924), Мюнхене (1925), Киеве (1936) и других. В 1965 году её работы были выставлены на персональной выставке в Киеве.

## Некоторые работы
- 1911 — «Дар земли»
- 1913 — «Весенняя песня»
- 1915 — «Праздничный вечер»
- 1916 — «Петухи»
- 1916 — «Тревога»
- 1917 — «Незабываемые цветы»
- 1917 — «Цветы в венке»
- 1917 — «Розовое сияние»
- 1918 — «Украинский венок»
- 1918 — «Виноград»
- 1920 — «Птица среди цветов»
- 1920 — «Букет цветов»
- 1922 — «Полевые колокольчики»
- 1922 — «Сердитые птицы»
- 1922 — «Яблоки»
- 1923 — «Декоративное панно»
- 1923 — «Новые цветы»
- 1935 — «Птицы на кораблике»
- 1935 — «Декоративное панно»
- 1938 — «Совы среди цветов»
- 1963 — цикл панно «Цветы Украины»
- 1963 — «Мои любимые цветы»
- 1963 — «Весенние цветы»
- 1963 — «Встреча в цветах»
- 1964 — «Рыба»
- 1964 — «Надднепровские цветы»
- 1964 — «Ваза с цветами»
- 1964 — «Счастливый час»
- 1964 — «Жар-птицы»
- 1964 — «Ряженый дуб для молодых»

## Награды
Мастер народного искусства УССР, член Союза художников СССР.

## Отзывы
«Произведения Собачко-Шостак — золотая страница в истории украинского искусства». (М. Стельмах)
«Ощущение силы цвета, богатство фантазии, ритмика, удивительное гармоничное сочетание цветов, большой художественный вкус и такт — такие черты присущи творчеству Ганны Феодосиевны Собачко-Шостак». (Т. Яблонская)

## Память
В честь Ганны Шостак названы улицы в селе Веселиновка и посёлке Черкизово, на которых она проживала; в Черкизово на доме № 26 установлена мемориальная доска:
| В этом доме с 1932 по 1965 г. жила и работала ГАННА ФЕОДОСИЕВНА ШОСТАК мастер украинской народной декоративной живописи |

На столетие со дня рождения художницы в 1983 году поэт О. Боровко посвятил ей следующие строки:
«Ганно, Ганно,

Як у світі гарно!

У твоєму світі -

Дивосвіті квітів.

Від пелюстки До стебельця,

Ніби в люстрі — в спраглім серці.

На папері Малювала,

Так у перше Милувала:

— Зі стежки Левадної -

В мережки Доладнії-

Колір цвів, Співав нівроку

От Скопців Аж до Нью-Йорку….

Де квіти Оселились?

— у дітях Веселинівських».